# Scherzo, Humoresque, Adagio espressivo
Scherzo, Humoresque, Adagio espressivo d'Arthur Honegger est une œuvre pour piano composée en 1910, la première du compositeur âgé de 18 ans, si on exclut des sonates et essais d'opéras jugés peu dignes d'intérêt de figurer dans le catalogue de son rédacteur, ou perdus. Cette première pièce pour piano porte le numéro 1 dans le catalogue des œuvres établi par Harry Halbreich (H. 1) et a été éditée pour la première fois par Desforges, au Havre en 1910 et dédiée à son professeur de théorie et d'harmonie, Robert-Charles Martin.

## Genèse

### Les premières œuvres du compositeur
Né en 1892 au Havre (France) de parents zurichois, le jeune Honegger passe son enfance en Normandie. Dès l'âge de treize ans, ses parents décident de lui faire prendre des cours d'harmonie auprès de Robert-Charles Martin. En compagnie de son camarade Georges Tobler accompagné de sa mère, ils forment un trio qui joue chaque vendredi soir. Devant la pauvreté du répertoire pour cette formation, le jeune Arthur compose, notamment plusieurs sonates, toutes perdues. Il s'attelle également à l'écriture de deux opéras inachevés, Sigismond et Esméralda. Un recueil de six sonates pour violon et piano, conservé, date de 1908, mais n'a pas été jugé digne de figurer au catalogue du compositeur par le musicologue Harry Halbreich.

### La première pièce du catalogue
De 1909 à 1911, il fait un séjour de deux ans à Zurich. Cette période marque un tournant dans la vie du futur compositeur déjà altiste. Il fréquente le Conservatoire et suit les cours de violon avec Wilhelm de Boer et de théorie auprès de Lothar Kempter. C'est Friedrich Hegar, le directeur de l'école qui va prendre le jeune compositeur sous sa houlette en corrigeant ses compositions. Il l'encourage également dans la voie de la musique. De cette période date le Scherzo, Humoresque, Adagio espressivo, un recueil de trois courtes pièces pour piano dont la durée d'exécution totale atteint onze minutes. Après la période zurichoise, Honegger regagne la Normandie qu'il quittera définitivement en 1913 pour Paris à l'aube de la Première Guerre mondiale. Si les succès tangibles qui consacreront le compositeur éclosent à la fin de la guerre et le début des années 1920 avec les chefs-d'œuvre Le Roi David ou Pacific 231, ce recueil de pièces pour piano a l'« honneur officiel » de commencer le catalogue des œuvres du compositeur établi par Harry Halbreich.

## Structure et analyse
Le recueil se découpe en trois parties :
1. Scherzo
2. Humoresque
3. Adagio espressivo

Les deux premières pièces sont très courtes et durent respectivement environ 1 minute 15 et deux minutes. Seul l’Adagio espressivo est développé et dure environ 7 minutes 30.

## Enregistrements
Jugée anecdotique dans des ouvrages généraux sur la musique, notamment qualifiée de « simple essai de jeunesse » par Harry Halbreich, cette pièce apparait dans un petit nombre d'enregistrements mais est absente de plusieurs recueils dits d'« Intégrale des œuvres pour piano »  du compositeur. On peut toutefois citer l'enregistrement du recueil par Alain Raës (Arthur Honegger - L'œuvre pour piano, label FY).

### Sources et références
- Pierre Meylan, Honegger, L'Âge d'Homme, 1982, 205 p.

1. ↑  p. 192
2. ↑  p. 17
3. ↑  p. 18
4. 1 2  p. 19

- Marcel Delannoy, Honegger, Pierre Horay, 1953, 250 p.

- Jacques Tchamkerten, Arthur Honegger, Papillon, 2005, 261 p.

1. 1 2 3  pp. 11 à 13

### Autres références
1. ↑  Harry Halbreich, « Arthur Honegger », dans Guide de la musique de piano et de clavecin, op. cit., p. 417